# Musée de l'église Sainte-Madeleine de Besançon
Le musée de l'église Sainte-Madeleine de Besançon est un musée privé situé dans l'une des églises les plus emblématiques de la ville au cœur du quartier de Battant.

## Description
L'église comporte un espace musée s'étendant sur trois salles d'exposition, retraçant l'histoire de Battant et la vie religieuse de Besançon. On peut y voir une collection de paramentique remarquable ainsi que divers objets évoquant la tradition viticole ainsi que les personnages célèbres qui ont marqué ce quartier de leur identité. À noter cependant que le musée est ouvert uniquement pour les groupes et associations.

## Galerie

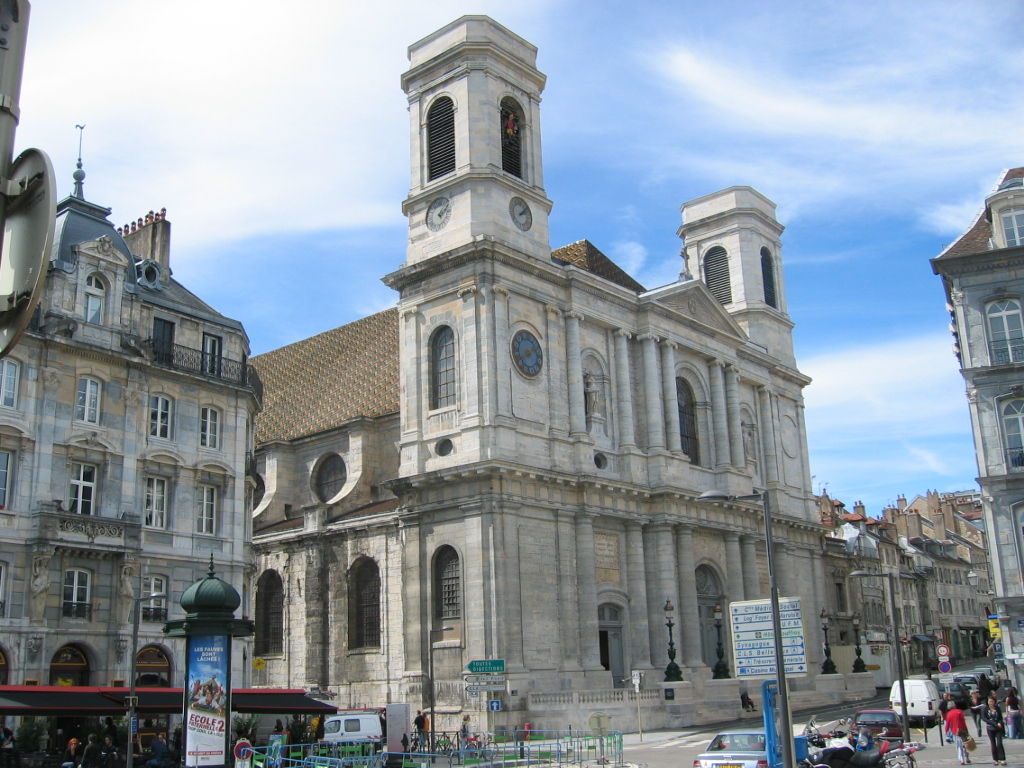
L'église Sainte-Madeleine, vue générale.